# Грицай Олександр Васильович
Олекса́ндр Васи́льович Грица́й — солдат Збройних сил України.

## Короткий життєпис
Старший інспектор з кадрів київського метрополітену.
7 червня 2014-го мобілізований, кулеметник-розвідник, 25-й окремий мотопіхотний батальйон. Колеги та знайомі збирали кошти йому на обмундирування. 20 серпня прибули до міста Ізюм, звідти рушили під Дебальцеве.
Загинув 6 лютого 2015-го від кулі снайпера на дебальцевському напрямку під час бою в селищі Рідкодуб Шахтарського району Донецької області, прикриваючи відхід заблокованих терористами побратимів.
Вдома залишились дружина Наталія та 10-річна донька Анюта. Похований у Семиполках.

## Нагороди та вшанування
За особисту мужність і героїзм, виявлені у захисті державного суверенітету та територіальної цілісності України, вірність військовій присязі під час російсько-української війни
- нагороджений орденом «За мужність» III ступеня (26.2.2015).
- у Києві відкрито меморіальну дошку його честі.